# El Correo Literario
El Correo Literario fue una revista literaria y política chilena del siglo XIX, creada por el periodista José Antonio Torres. Fue publicada en tres periodos; entre julio y diciembre de 1858; entre julio de 1864 y enero de 1865; y durante un breve lapso de 1867. 

## Historia
Durante la segunda mitad del siglo XIX, en medio de las intensas disputas ideológicas entre conservadores y liberales que agitaban a la sociedad chilena, la prensa escrita asumió un papel decisivo en la actividad política. Creados por iniciativa privada de intelectuales abanderados con alguna de estas tendencias, los diversos periódicos de la época se convirtieron en el principal vehículo de expresión del pensamiento político y en una herramienta de subversión contra el régimen imperante. Un ejemplo de la voluntad polémica de estas publicaciones lo constituye El Correo Literario, revista cuyo primer número apareció el 18 de julio de 1858, a cargo del periodista y escritor José Antonio Torres, junto al escritor Guillermo Blest Gana y el poeta Guillermo Matta.
Tres épocas tuvo El Correo Literario. En su etapa inicial, esta publicación fue una de las primeras revistas literarias en preocuparse activamente de los asuntos políticos de aquel período, manifestando su oposición a la administración del gobierno de Manuel Montt a través de crónicas, ensayos, cartas, obras por entrega, poesía y artículos de opinión. Algunos de sus principales colaboradores fueron Benjamín Vicuña Mackenna, los hermanos Guillermo y Manuel Antonio Matta, Alberto y Guillermo Blest Gana, Diego Barros Arana y Marcial González, entre otros destacados intelectuales liberales del siglo XIX.
El enorme deseo de independencia política y social que se anuncia en el editorial de su primer número determinó la impronta que habría de caracterizar a El Correo Literario a lo largo de sus ediciones semanales. Con un tono mordaz e incisivo, el semanario manifestó sus críticas a instituciones como la Cámara de Diputados no solo por medio de sus artículos políticos, literarios, científicos y de costumbres, sino especialmente a través de las ilustraciones de Antonio Smith, cuyas "galerías de representaciones" lo convirtieron en uno de los principales exponentes de la sátira política del siglo XIX. Fue precisamente este espíritu provocador el que ocasionó el abrupto fin de su primera época de publicación. A medida que transcurría 1858, la tensión entre los partidarios de Montt y sus detractores iba creciendo cada vez más y los periódicos de oposición reclamaban con urgencia una reforma a la Constitución de 1833. Para frenar las presiones, en diciembre las autoridades declararon estado de sitio en las ciudades de Santiago, Valparaíso y Aconcagua, suspendiendo todo tipo de publicaciones opositoras al gobierno, entre ellas El Correo Literario.
Luego de la abortada revolución de 1859 encabezada por Pedro León Gallo y bajo la nueva administración de José Joaquín Pérez Mascayano, El Correo Literario volvió a circular por segunda vez en julio de 1864. Pese a que el equipo de redacción se mantuvo casi intacto y que se intentó conservar el formato de la edición anterior, la revista volvió a cesar sus funciones luego de la aparición del número 28, bajo la redacción general de Luis Rodríguez Velasco. Durante este segundo período la ácida crítica a la actividad política pasó a segundo plano y, en su lugar, cobró importancia la publicación de obras por entrega —como El jefe de la familia de Alberto Blest Gana— y de traducciones de textos de variados autores europeos. Además, el semanario dejó de contar con las contribuciones de José Antonio Torres, quien murió en 1864.
Pese a los contratiempos, El Correo Literario se publicó por tercera vez en 1867, pero luego de solo tres números la publicación fue cerrada definitivamente.